# Pośródka
Pośródka – przełęcz na wysokości 605 m n.p.m. w południowo-zachodniej Polsce, w Sudetach Środkowych, w Górach Kruczych.

## Położenie
Przełęcz położona jest w środkowo-wschodniej części Gór Kruczych, około 2,3 km na południowy wschód od centrum miejscowości Lubawka.

## Fizjografia
Jest to mało znacząca przełęcz górska, stanowiąca wyraźne, szerokie, siodło o łagodnych niesymetrycznych podejściach i zboczach. Przełęcz głęboko wcina się w podłoże z permskich skał wylewnych, między wzniesienia Święta Góra po zachodniej stronie i wzniesienia Świstak po południowo-wschodniej stronie. Otoczenie przełęczy porasta dolnoreglowy las mieszany. Przez przełęcz prowadzi polna droga.

## Inne
Nazwa przełęczy pochodzi od położenia przełęczy pośrodku trzech wzniesień.

## Turystyka
Przez przełęcz prowadzą szlaki turystyczne: pieszy, rowerowy i narciarski:
 zielony – fragment szlaku z Lubawki do Krzeszowa prowadzący przez środkową część Gór Kruczych.
 czerwony – rowerowy prowadzący przez środkową część Gór Kruczych, który zaczyna się w Lubawce.
 zielony – szlak narciarski, trawersujący zbocza Świętej Góry.